# Новая Самарка
Новая Самарка (баш. Яңы һамар) — деревня в Бижбулякском районе Республики Башкортостан Российской Федерации. Входит в состав Зириклинского сельсовета. 
Расположен исток р. Вохилы.

## География

### Географическое положение
Расстояние до:
- районного центра (Бижбуляк): 15 км,
- центра сельсовета (Зириклы): 3 км,
- ближайшей ж/д станции (Приютово): 59 км.

## Население
| 2002 | 2009 | 2010 |
| ---- | ---- | ---- |
| 16   | ↘8   | ↘6   |

Согласно переписи 2002 года, преобладающая национальность — русские (88 %).